# دوغ موريسون
دوغ موريسون هو لاعب هوكي الجليد كندي، ولد في 1 فبراير 1960 في برينس جورج في كندا.

## وصلات خارجية
- دوغ موريسون على موقع دوري الهوكي الوطني (الإنجليزية)
- دوغ موريسون على موقع EliteProspects.com (الإنجليزية)
- دوغ موريسون على موقع HockeyDB.com (الإنجليزية)
- دوغ موريسون على موقع Hockey-Reference.com (الإنجليزية)